# 藤野町
藤野町（ふじのまち）は、神奈川県津久井郡にあった町である。県の北西端に位置し、2007年3月11日に相模原市に編入された。政令指定都市への移行により2010年4月からは相模原市緑区の一部となっている。
古くは甲州街道の宿場町として栄えた。「芸術の町」を標榜し、各種芸術の振興に力を入れていた。
津久井郡城山町、相模原市との合併協議については相模原市を参照のこと。

## 地理
町域は全て山間地。中央部を相模川・相模湖・中央本線・国道20号・中央道が横断している。
- 山: 陣馬山、生藤山、連行峰、鷹取山、鉢岡山、峰山、石砂山、石老山
- 河川: 相模川、道志川、境川、沢井川、栃谷川、篠原川、秋山川、川上川、綱子川
- 湖沼: 相模湖、奥相模湖
- ダム:　道志ダム

### 隣接していた自治体
- 神奈川県：相模原市
- 東京都：八王子市、西多摩郡檜原村
- 山梨県：上野原市、南都留郡道志村

## 歴史

### 行政区域の変遷（市町村制施行以後）
- 1889年4月1日 - 神奈川県津久井郡に吉野町・小淵（おぶち）村・沢井村・日連（ひづれ）村・名倉（なぐら）村・牧野（まぎの）村・佐野川（さのがわ）村が成立
- 1913年4月1日 - 吉野駅が吉野町に改称。
- 1954年7月15日 - 吉野町に小淵村・沢井村を編入。
- 1955年7月20日 - 吉野町と日連村・名倉村・牧野村・佐野川村が合併し、藤野町発足。
- 2007年3月11日 - 城山町と共に相模原市へ編入。相模原市藤野町（ふじのちょう）となり、地域自治区が2011年3月31日まで設置。
- 2010年4月1日 - 相模原市が政令指定都市へ移行。藤野地域の行政区は緑区となり、住所から「藤野町」の表記が外れる。（相模原市藤野町○○→相模原市緑区○○）

## 行政

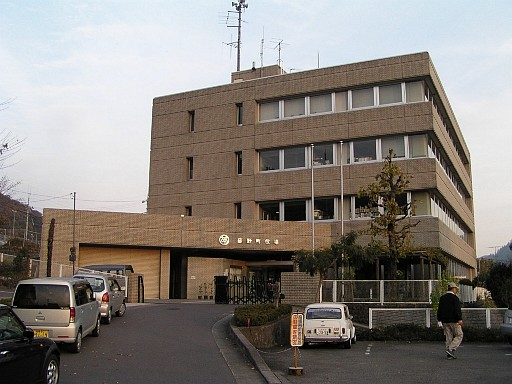
藤野町役場

- 町長 鈴木謙仁
- 町議会議長 小山秀文
- 町議会議員数 14人
- 町職員数 125人

### 行政機構
- 町長
  - 収入役
    - 収入役室

  - 助役
    - 総務部
      - 企画課
      - 総務課
      - 税務課

    - 民生部
      - 町民課
      - 健康福祉課
      - 日連診療所

    - 産業建設部
      - まちづくり課
      - 地域整備課
      - 上下水道課
      - やまなみ温泉

現在、庁舎は藤野総合事務所として使用されている。

### 広域行政
- 津久井郡広域行政組合 - ゴミや屎尿の処理・消防や救急医療などの一般事務を分掌していた一部事務組合。2006年3月19日解散。
- 相模湖モーターボート競走組合 - 平和島競艇を主催する収益事業を分掌していた一部事務組合。2005年3月31日解散。

## 地域

### 健康と福祉
- 平均年齢　40.6歳

### 教育
- 2004年3月29日、ノーマライゼーション特区（「心の教育・トータルケアの場」をLD・ADHD児に保障する藤野町特区）および藤野『教育芸術』特区に認定された。これにより各種のフリースクールが藤野町への移転を検討している。

小学校
- 藤野町立小淵小学校
- 藤野町立藤野北小学校
- 藤野町立藤野小学校
- 藤野町立南小学校
- 藤野町立吉野小学校

中学校
- 藤野町立藤野中学校

小中一貫校
- 学校法人シュタイナー学園初等部・中等部・高等部（2005年4月1日開校）

#### 社会教育
2003年10月、隣接する相模湖町とともに、同じく隣接する東京都八王子市との間に公の施設の相互利用協定を結び、八王子市立中央図書館などの社会教育施設について、藤野町民の利用が可能になった。

## 交通

### 鉄道
- 東日本旅客鉄道（JR東日本）中央本線
  - 藤野駅

#### 隣接自治体への連絡
相模原市（旧相模湖町）
中央本線（相模湖駅）
東京都八王子市
中央本線（高尾駅・西八王子駅・八王子駅）
山梨県上野原市
中央本線（上野原駅・四方津駅）

### 路線バス
- 神奈川中央交通西
  - 野05 藤野駅〜やまなみ温泉〜奥牧野（おくまぎの）
  - 野11 藤野駅〜やまなみ温泉
  - 野08 藤野駅〜和田
  - 湖23 藤野駅〜相模湖駅（出入庫路線）
- 藤野町営バス（2007年3月11日から津久井神奈交へ移管）
  - （や01）やまなみ温泉〜奥相模湖〜東野（ひがしの、相模原市津久井町）
  - （や02）やまなみ温泉〜篠原（しのばら）
  - （篠01）篠原→赤沢
- 富士急山梨バス
  - 藤野駅〜名倉循環〜藤野駅
  - 上野原駅〜新町〜佐野川〜井戸
  - 本町三丁目〜上野原駅〜奥牧野〜無生野

- 全て本数は少ないため（日曜運休・大幅減便の路線あり）確認が必要。
- 藤野駅方面から篠原・東野方面へ行く際は、やまなみ温泉停留所で乗り継ぎ。
- 山梨県上野原市秋山地区へ行く場合は奥牧野で乗り換えになるが、ダイヤの関係上不可能な場合がある。

#### 廃止路線
- 津久井神奈交バス（神奈川中央交通)
  - 野10 藤野駅〜東野〜月夜野（旧、両国橋）
    - 月夜野停留所の所在地は届出上は相模原市津久井町音久和だが、実際は県境の山梨県側に設置されている。なお、同じ位置にある富士急の月夜野停留所は南都留郡道志村月夜野となっている。
    - 月夜野停留所は東野停留所から約2km程度で、道志村方面へは約20分で徒歩連絡が可能。なお、三ヶ木からの[三56]系統も利用できる。

  - 湖24 相模湖駅〜藤野駅〜上野原（上野原市本町三丁目）
    - 後に藤野駅〜藤野台団地入口まで短縮、その後廃止。

### 道路
高速道路
- 中央自動車道（相模湖IC・藤野PA）

一般国道
- 国道20号（甲州街道）

都道府県道
- 主要地方道
  - 神奈川県道35号四日市場上野原線
  - 神奈川県道76号山北藤野線
- 一般県道
  - 神奈川県道517号奥牧野相模湖線
  - 神奈川県道518号藤野津久井線
  - 神奈川県道520号吉野上野原停車場線
  - 神奈川県道521号佐野川上野原線
  - 神奈川県道522号棡原藤野線
  - 神奈川県道523号藤野停車場線

## 名所・旧跡・観光スポット・祭事・催事

### 文化財

#### 国指定文化財
重要文化財
- 石井家住宅 （指定日:1971年12月28日 所在地:現相模原市緑区澤井）

天然記念物
- ヤマネ （指定日:1975年6月26日 所在:藤野町）

#### 国登録文化財
- 神原家住宅長屋門 （登録日:2006年10月18日 所在地:現相模原市緑区牧野）
- 遠藤家住宅主屋 （登録日:2006年10月18日 所在地:現相模原市緑区澤井）
- 遠藤家住宅衣装蔵 （登録日:2006年10月18日 所在地:現相模原市緑区澤井）
- 遠藤家住宅穀蔵 （登録日:2006年10月18日 所在地:現相模原市緑区澤井）
- 和智家住宅主屋 （登録日:2006年10月18日 所在地:現相模原市緑区名倉）[2]

#### 県指定文化財
重要文化財
- 石楯尾神社本殿 （指定日:1996年2月13日 所在地:現相模原市緑区佐野川）

天然記念物
- 石楯尾神社の二本杉と社叢 （指定日:1972年2月25日 所在:現相模原市緑区名倉）
- キマダラルリツバメとその生息地 （指定日:1977年11月18日 所在:現相模原市緑区佐野川）
- カタクリの自生地 （指定日:1978年6月23日 所在:現相模原市緑区牧野）
- ギフチョウとその生息地 （指定日:1982年12月28日 所在:藤野町）[下記 石砂山 参照]

### 観光スポット
- やまなみ温泉
- 陣馬の湯
- 五感の里 長期休業中
- 東尾垂の湯
- 篠原の里
- 陣馬山
- 東海自然歩道
  - 石老山（せきろうざん）
  - 石砂山（いしざれやま） - 雑木林で覆われ、ふもとの菅井・篠原周辺では炭焼き小屋なども残っており、里山の風景を色濃く残している。ギフチョウ生息地として保全活動がされている。
- 神奈川県立藤野芸術の家
- 和竿博物館
- 緑のラブレター - 山肌にある巨大なラブレターのオブジェ。人の手の形に切り込みが入り、あたかも山そのものがラブレターを手にしているかのように見える。制作は高橋政行。中央自動車道からも見ることができる。

## 出身有名人
- 真木ことみ（演歌歌手）